# Guido IV Guidi

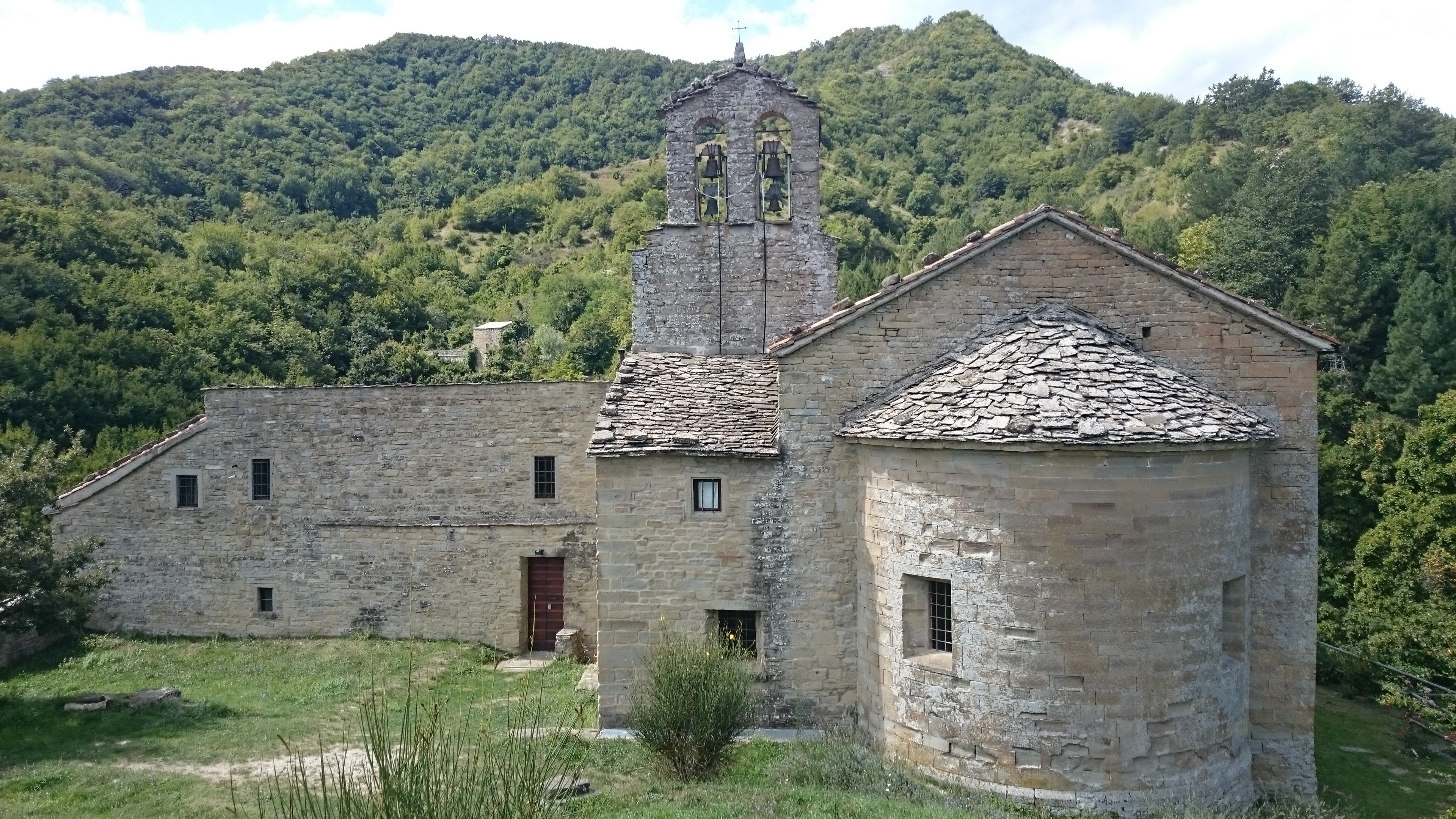
Eremo di San Barnaba di Gamogna

Guido IV Guidi, detto Bevisangue (... – novembre 1103), è stato un nobile e militare italiano.

## Biografia
Guido, detto Bevisangue per l'abitudine di leccare il sangue dei nemici uccisi sulla sua spada, fu un uomo ricchissimo di feudi. Le poche notizie storiche che lo riguardano, fanno riferimento alle numerose donazioni elargite a favore di religiosi:
- Eremo di San Barnaba di Gamogna donato nel 1053 a San Pier Damiani per i suoi monaci;
- nel 1056 donò alcune terre all'Abbazia di San Salvatore a Fontana Taona;
- alcuni beni situati a Cetica donati nel 1066 all'abbazia di Firenze;
- a san Giovanni Gualberto (995-1073) e ai suoi religiosi donò nel 1068 il monte Secchieta ed ottenne benefici il monastero di San Fedele di Strumi;
- nel 1068 fece donazioni alla Basilica di San Miniato al Monte in Firenze;
- nel 1096 beneficiò di donazioni la Cattedrale di Pistoia;
- nel 1098 donò il castello di Campiano alla Chiesa di Santa Reparata di Firenze.

Nel 1068 fece parte dei notabili che furono al fianco di papa Alessandro II a Lucca. Nel 1080 partecipò con la coalizione filo-papista alla Battaglia di Volta Mantovana contro l'imperatore Enrico IV di Franconia. Nel 1103 risultò a fianco della Grancontessa Matilde di Canossa in Toscana.
Morì nel 1103.

## Discendenza
Guido sposò Ermellina dalla quale ebbe sette figli:
- Guido Guerra (?-1124), adottato dalla Grancontessa Matilde di Canossa, divenne margravio di Toscana
- Ildebrando (?-1133), vescovo di Pistoia
- Lamberto, religioso
- Ruggero (?-1097), crociato
- Sofia (?-1102), sposò Azzo d'Este
- Berta (?-1130), religiosa
- Tegrimo (?-1099), crociato